# Península de Kola
La península de Kola (del ruso:  Кольский полуостров, Kolski poluóstrov) es una península de Europa que se encuentra en el norte de Rusia, en el óblast de Múrmansk. Limita al norte con el mar de Barents, y al este y al sur con el mar Blanco.

## Historia

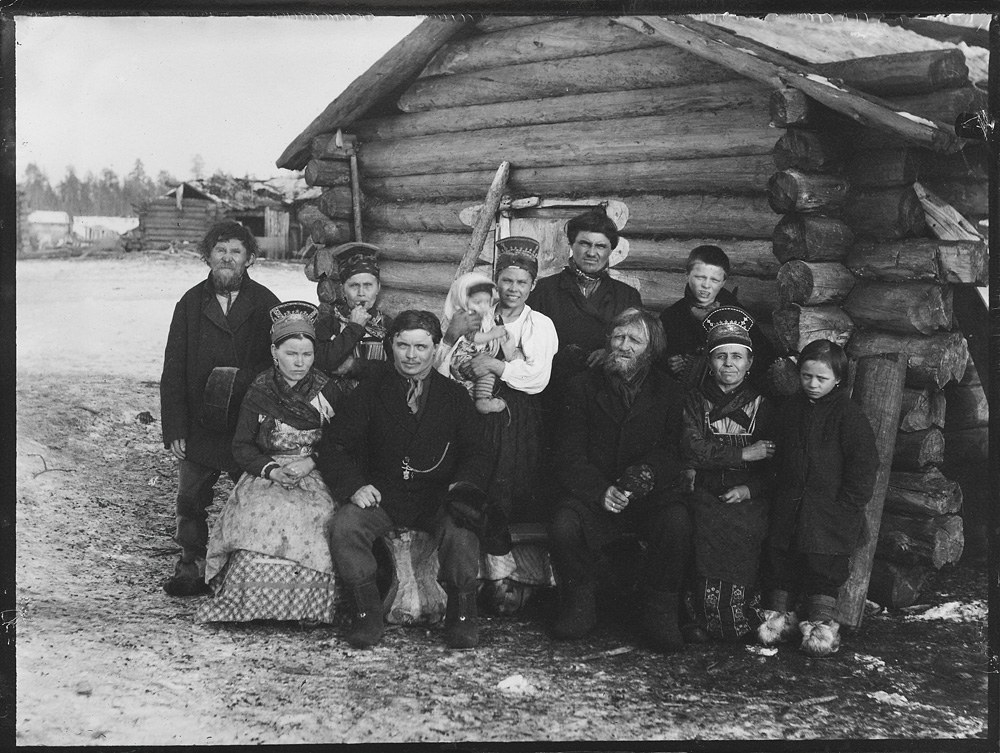
Skolt sami familia en Prirechny/Suõʹnnjel/Suonikylä, 1903.

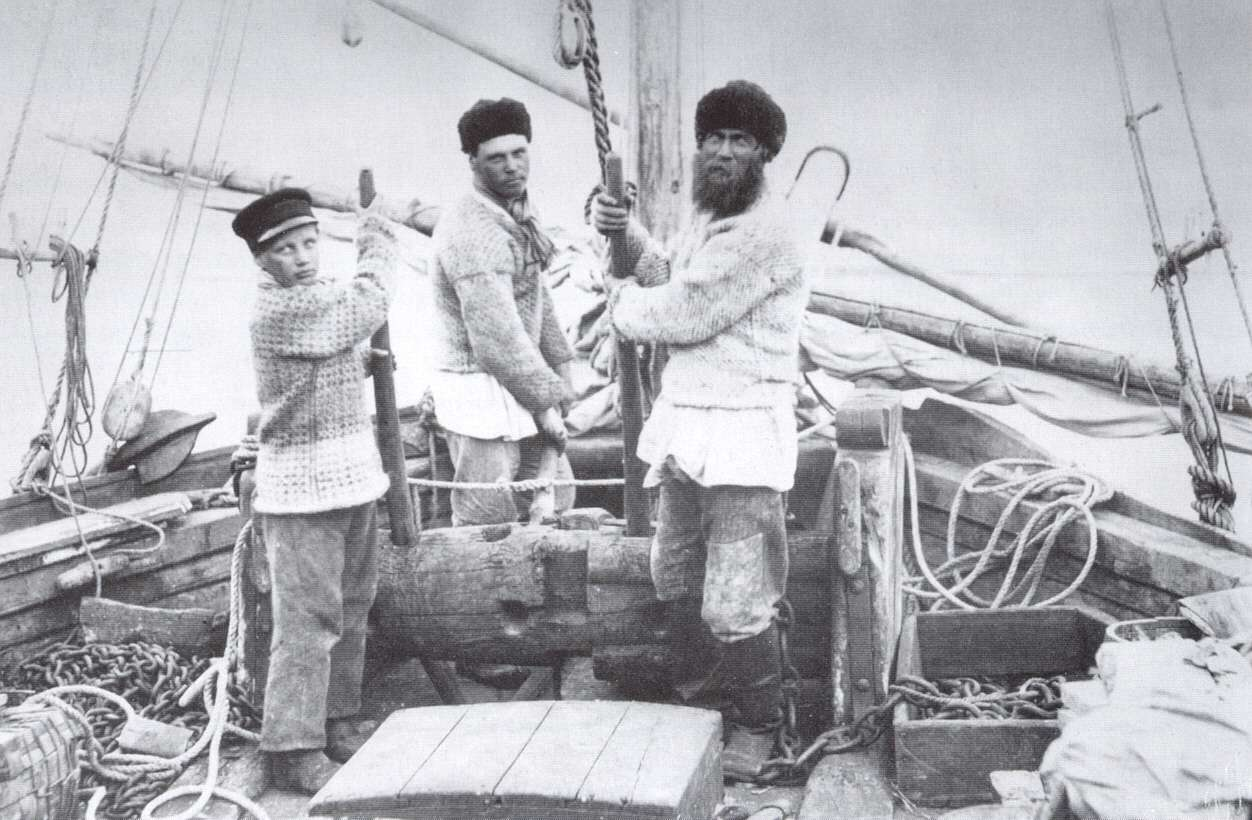
Los pomors eran colonos rusos, principalmente de la Novgorod, y sus descendientes que vivían en las costas del mar Blanco.

### Historia temprana
La península de Rybachy en el norte de la península de Kola ya estaba poblada en el 7.º-5.º milenio a. C.  En el 3.º-segundo milenio a. C., la península fue colonizada por los pueblos que llegaron allí desde el sur (el territorio de la moderna Carelia). La isla de Bolshoy Oleny en la bahía de Kola del mar de Barents es el lugar donde se encuentra un importante yacimiento arqueológico de la Edad de Bronce donde se ha recuperado ADN antiguo.
A finales del primer milenio, la península estaba poblada únicamente por el pueblo sami, que no tenía un estado propio, vivían en clanes gobernados por ancianos, y se dedicaban en su mayoría al pastoreo de renos y a la pesca.  En el siglo XII, los pomores rusos de las orillas de la bahía de Onega y de la parte baja del Dvina del Norte descubrieron la península y sus riquezas de caza y pescado. Los pomores organizaron visitas regulares de caza y pesca e iniciaron el comercio con los sami. También llamaron a la costa del mar Blanco de la península Costa Tersky (Те́рский бе́рег) o Tierra Terskaya (Те́рская земля́).
A finales del siglo XII, los pomoros exploraron toda la costa norte de la península y llegaron a Finnmark (una zona del norte de Noruega), lo que obligó a los noruegos a mantener una guardia naval en esa zona. El nombre dado por los pomoros a la costa norte fue Murman —una forma distorsionada de Norman que significa "noruego"—.

### Novgorodianos
A los pomoros pronto les siguieron los recolectores de tributos de la República de Nóvgorod, y la península de Kola se convirtió gradualmente en parte de las tierras de los novgorodianos. Un tratado de 1265 de Yaroslavich con Nóvgorod menciona a Tre Volost (волость Тре), que luego también se menciona en otros documentos fechados en fecha tan tardía como 1471. Además de Tre, los documentos novgorodianos de los siglos XIII-XV mencionan también Kolo Volost, que limitaba con Tre aproximadamente a lo largo de la línea entre la isla Kildin y el cabo de Turiy de la península de Turiy. Kolo Volost se encontraba al oeste de esa línea, mientras que Tre estaba situada al este de la misma.
En el siglo XIII, se hizo evidente la necesidad de formalizar la frontera entre la República de Nóvgorod y los países escandinavos. Los novgorodianos, junto con los carelianos que venían del sur, llegaron a la costa de lo que ahora es el distrito de Pechengsky y a la porción de la costa del Varangerfjord cerca del Río de Jacob, que ahora forma parte de Noruega. La población sami fue obligada a pagar tributo. Los noruegos también intentaron tomar el control de estas tierras, lo que dio lugar a conflictos armados. En 1251, un conflicto entre los carelios, los novgorodianos y los servidores del rey de Noruega llevó al establecimiento de una misión novgorodiana en Noruega. También en 1251, se firmó en Novgorod el primer tratado con Noruega sobre las tierras sami y el sistema de cobro de tributos, haciendo que el pueblo sami pagara tributo tanto a Novgorod como a Noruega. Según los términos del tratado, los novgorodianos podían cobrar tributo a los samis hasta el fiordo de Lyngen en el oeste, mientras que los noruegos podían cobrar tributo en el territorio de toda la península de Kola, excepto en la parte oriental de la costa de Tersky. En el tratado de 1251 no se establecieron fronteras estatales.

Mapa de los principados rusos en 1237.

El tratado dio lugar a un breve período de paz, pero los conflictos armados se reanudaron poco después. Las crónicas documentan ataques de los novgorodianos y los carelios contra Finnmark y el norte de Noruega ya en 1271, y que continuaron hasta bien entrado el siglo XIV. La frontera oficial entre las tierras de Nóvgorod y las tierras de Suecia y Noruega fue establecida por el Tratado de Nöteborg el 12 de agosto de 1323. El tratado se centró principalmente en la frontera del istmo de Carelia y la frontera al norte del lago Ladoga.
Otro tratado que trataba los asuntos de las fronteras septentrionales fue el Tratado de Nóvgorod firmado con Noruega en 1326, que puso fin a las décadas de escaramuzas fronterizas entre Noruega y Nóvgorod en Finnmark. Según los términos de este tratado, Noruega renunció a todas las reclamaciones sobre la península de Kola. El tratado no abordó la situación del pueblo sami que pagaba tributo tanto a Noruega como a Nóvgorod, y la práctica continuó hasta 1602. Aunque el tratado de 1326 no definió la frontera en detalle, confirmó la demarcación de la frontera de 1323, que permaneció más o menos sin cambios durante los siguientes seiscientos años, hasta 1920.
En el siglo XV, los novgorodianos empezaron a establecer asentamientos permanentes en la península. Umba y Varzuga, los primeros asentamientos permanentes documentados de los novgorodianos, datan de 1466. Con el tiempo, todas las zonas costeras al oeste del río Pyalitsa se habían asentado, creando un territorio donde la población era mayoritariamente novgorodiana. Administrativamente, este territorio estaba dividido en Varzuzhskaya y Umbskaya Volost, que eran gobernados por un posadnik de la zona del Dvina Norte. La República de Nóvgorod perdió el control de estos dos volost en favor del Gran Ducado de Moscú tras la batalla de Shelon en 1471, y la propia república dejó de existir en 1478 cuando Iván III tomó la ciudad de Nóvgorod. Todos los territorios de Nóvgorod, incluidos los de la península de Kola, pasaron a formar parte del Gran Ducado de Moscú.
La República de Nóvgorod perdió el control de la península a manos del Gran Ducado de Moscú en 1471, pero la migración rusa no se detuvo. Durante el siglo XVI se establecieron varios asentamientos nuevos, y los sami y pomor se vieron obligados a entrar en la serfdom. En la segunda mitad del siglo XVI, la península se convirtió en objeto de disputa entre el zar de Rusia y el Reino de Dinamarca-Noruega, lo que provocó el fortalecimiento de la posición rusa. A finales del siglo XIX, la población autóctona sami se había visto obligada a desplazarse hacia el norte por los rusos, así como por los recién llegados Izhma Komi y los nenets kominizados (el llamado pueblo Yaran), que emigraron aquí para escapar de una epidemia de enfermedades de los renos en sus tierras de origen en el sureste del mar Blanco. El centro administrativo y económico original de la zona era Kola, situado en el estuario del río Kola en la bahía de Kola. En 1916 se fundó Romanov-na-Murmane (actual Murmansk), que se convirtió rápidamente en la mayor ciudad y puerto de la península.

### Asentamiento ruso

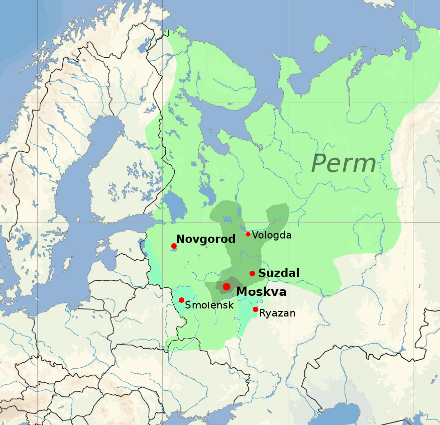
Territorio adquirido en 1505 bajo Iván III de Rusia.

La migración rusa a la península continuó en el siglo XVI, cuando se establecieron nuevos asentamientos como Kandalaksha y Porya-Guba. Kola fue mencionada por primera vez en 1565. A finales del siglo XV, los pomores y el pueblo sami fueron forzados a la servidumbre, sobre todo por los monasterios. Las votchina de los monasterios se expandieron enormemente durante el siglo XVII, pero fueron abolidas en 1764, cuando todos los campesinos de la península de Kola se convirtieron en campesinos estatales.
En la segunda mitad del siglo XVI, el rey Frederick II de Dinamarca-Noruega exigió que el Tsardom de Rusia cediera la península. Rusia se negó, y para organizar unas defensas adecuadas estableció el cargo de voyevoda. El voyevoda' tuvo su sede en Kola, que se convirtió en el centro administrativo de la región. Antes, las funciones administrativas las realizaban los recaudadores de impuestos de Kandalaksha. El recién creado Kolsky Uyezd cubría la mayor parte del territorio de la península (con la excepción de Varzuzhskaya y Umbskaya Volosts, que formaban parte del Dvinsky Uyezd), así como la parte norte de Carelia hasta Lendery.
A pesar de la actividad económica, el asentamiento permanente de la península no se intensificó hasta la década de 1860 e incluso entonces siguió siendo esporádico hasta 1917. La población de Kola en 1880, por ejemplo, era sólo de unos 500 habitantes que vivían en 80 hogares, en comparación con los 1900 habitantes en 300 hogares que vivían allí en 1582. Las instalaciones de transporte eran prácticamente inexistentes y la comunicación con el resto de Rusia irregular. En 1887 se produjo una afluencia de Izhma Komi y nenets que emigraron a la península para escapar de una epidemia de enfermedad de los renos en sus tierras de origen y trajeron consigo sus grandes rebaños de ciervos, lo que provocó un aumento de la competencia por las tierras de pastoreo, un conflicto entre los komi y los sami y la marginación de la población local sami. A finales del siglo XIX, la población sami había sido forzada en su mayoría hacia el norte, y los rusos étnicos se asentaron en el sur de la península.
En 1894, la península fue visitada por el ministro de Finanzas ruso, que se convenció del potencial económico de la región. En consecuencia, en 1896 se extendió una línea telefónica y telegráfica a Kola, mejorando la comunicación con el continente. También se consideró la posibilidad de construir un ferrocarril, pero no se tomó ninguna medida en ese momento. También en 1896 se fundó Alexandrovsk (actualmente Polyarny), y su tamaño creció tan rápidamente que en 1899 se le concedió el estatus de ciudad; en esa ocasión, Kolsky Uyezd pasó a llamarse Alexandrovsky.
Durante la Primera Guerra Mundial, la península, aún poco desarrollada, se encontró de repente en una posición estratégica, ya que la comunicación entre Rusia y los Aliados estaba cortada y los puertos libres de hielo de la costa de Murman seguían siendo el único medio de enviar los suministros de guerra al frente oriental. En marzo de 1915 se apresuró la construcción del ferrocarril, que se inauguró rápidamente en 1916, aunque sólo estaba parcialmente terminado y mal construido. En 1916 se fundó Romanov-na-Murmane (la moderna Murmansk) como punto terminal del nuevo ferrocarril; la ciudad creció rápidamente hasta convertirse en la mayor de la península.

### Periodo soviético y moderno

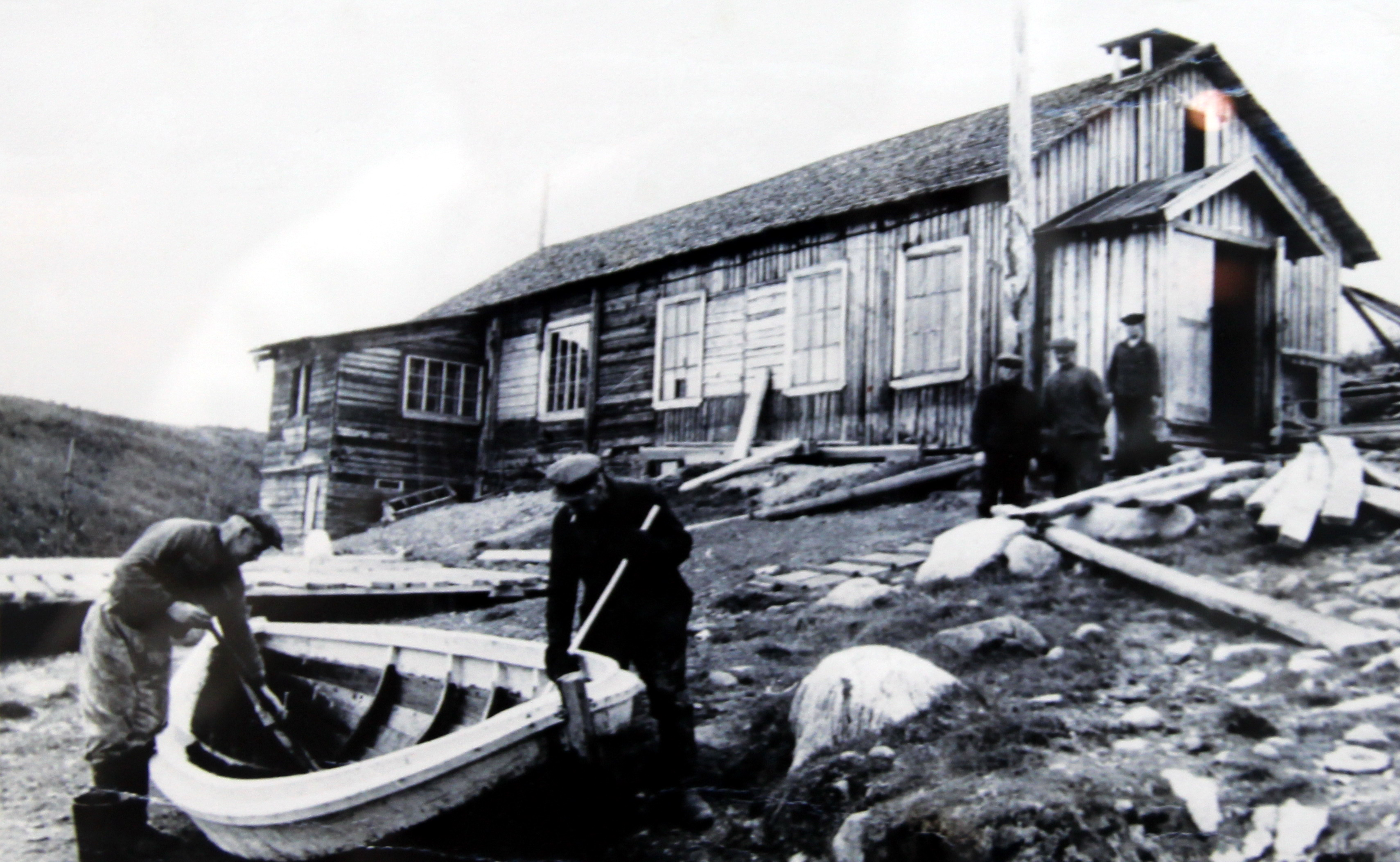
Asentamiento de noruegos en Kola, década de 1930.

El poder soviético se estableció en el territorio de la península el 9 de noviembre de 1917, pero el territorio fue ocupado por las fuerzas de la Aliados de Rusia antes de la guerra en marzo de 1918-marzo de 1920. En junio de 1921, el gobierno soviético transformó el Uyezd de Alexandrovsky en la Gobernación de Múrmansk. El 1 de agosto de 1927, el Comité Ejecutivo Central de toda Rusia (VTsIK) emitió dos resoluciones: "Sobre la creación del Óblast de Leningrado" y "Sobre las fronteras y la composición de los distritos del Óblast de Leningrado", según las cuales la gobernación de Múrmansk se transformó en el óblast de Múrmansk (que se dividió en seis distritos) y se incluyó en el óblast de Leningrado. Esta disposición existió hasta el 28 de mayo de 1938, cuando el okrug se separó del óblast de Leningrado, se fusionó con el Distrito de Kandalakshsky de la RSS de Carelia y se transformó en el moderno óblast de Múrmansk.
Con todo, en el período soviético se produjo un importante aumento de la población (799 000 habitantes en 1970 frente a 15 000 en 1913), aunque la mayor parte de la población siguió concentrada en las localidades urbanas situadas a lo largo de las vías férreas y la costa marítima. La mayor parte de los territorios escasamente poblados fuera de las zonas urbanizadas se utilizaban para el pastoreo de ciervos. En 1920-1940 se establecieron en la península la ciudad de Kirovsk y varios asentamientos de trabajo.
El pueblo sami fue sometido a una colectivización forzosa, con más de la mitad de sus rebaños de renos colectivizados en 1928-1930. Además, las prácticas tradicionales de pastoreo sami fueron eliminadas progresivamente en favor del enfoque Komi, más rentable económicamente, que enfatizaba los asentamientos permanentes sobre el pastoreo libre. Dado que la cultura sami está fuertemente ligada a las prácticas de pastoreo, esto hizo que el pueblo sami perdiera gradualmente su lengua y sus conocimientos tradicionales de pastoreo. La mayoría de los samis fueron obligados a establecerse en el pueblo de Lovozero, que se convirtió en el centro cultural del pueblo sami en Rusia. Los samis que se resistieron a la colectivización fueron sometidos a trabajos forzados o a la muerte. Diversas formas de represión contra los sami continuaron hasta la muerte de Stalin en 1953. En la década de 1990, el 40 % de los sami vivían en zonas urbanizadas, aunque algunos pastorean renos en gran parte de la región.
Los samis no fueron el único pueblo sometido a la represión. Miles de personas fueron enviadas a Kola en los años 1930-1950, y en 2007 más de dos mil personas —descendientes de los enviados a la fuerza— todavía viven en la península. Una parte importante de las personas deportadas a Kola eran campesinos del sur de Rusia sometidos a dekulakización. La mano de obra de los prisioneros se utilizaba a menudo cuando se construían nuevas fábricas y para la dotación de las que estaban en funcionamiento: en 1940, por ejemplo, todo el Severonikel se entregó al sistema del NKVD.

## Geografía
La frontera occidental de la península de Kola se extiende a lo largo del meridiano desde el golfo de Kola a través del lago Imandra, el lago Kola y el río Niva hasta el golfo de Kandalakcha. El círculo polar ártico atraviesa el sector meridional de la península. Con una superficie aproximada de 140 000 km², está constituida por rocas antiguas, prolongación del escudo Báltico, donde dominan los granitos y gneis del precámbrico, fracturados por fallas y estrías que dan lugar a bloques levantados (horst) y fosas tectónicas. La mayor altitud se alcanza en el pico Casnacorr (1191 m s. n. m.), en el centro-oeste de la península. El litoral septentrional, más elevado, presenta un paisaje de acantilados; hacia el sur, el territorio desciende escalonadamente hasta la baja y pantanosa área costera en torno a la localidad y bahía de Kandalakcha. Los suelos son delgados y están muy poco desarrollados.Hay numerosos lagos y ciénagas esparcidos por todo el territorio peninsular, y los ríos forman rápidos, varios de los cuales se explotan para su aprovechamiento hidroeléctrico.
Al occidente de la península se encuentran dos cordilleras: las montañas Jibini y la tundra de Lovózero.

## Clima

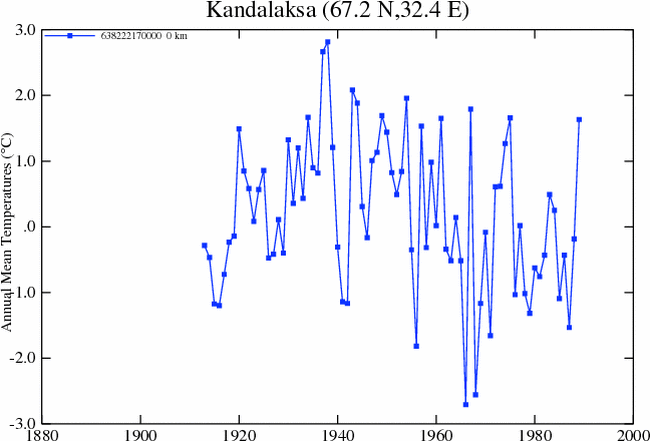
Temperaturas promedio del aire en casilla meteo, 1912 a 2008 (NASA).

El clima es riguroso, con temperaturas muy bajas y un predominio de la tundra, excepto en el sur, por donde se extiende la taiga y pueden encontrarse algunos bosques de abedules, abetos y pinos. La termografía correspondiente a Kandalakcha, denota la falta de urbanización que generaría la isla de calor.

## Economía
La economía de la región se basa en la explotación de sus importantes yacimientos minerales, que se encuentran principalmente en los montes Jibini. La población se concentra en la costa, gran parte de ella dedicada a la pesca. En el interior, algunos lapones crían renos y, en el extremo meridional, parte de los habitantes centran su actividad en la explotación de los bosques y trabajos en madera.

## Curiosidades
La península de Kola es una de las localizaciones en el libro Artemis Fowl: The Arctic Incident, y en Skeleton Key, de Anthony Horowitz. También es mencionado frecuentemente en Red Storm Rising, de Tom Clancy. También el lugar del pozo superprofundo de Kola: el pozo más profundo del mundo con más de 12 000 metros de profundidad.